# Reinhold Hoffmann (Politiker)
Reinhold Hoffmann (* 5. September 1847 in Neugersdorf; † 25. September 1912) war ein deutscher Unternehmer in der Textilindustrie, Rittergutsbesitzer und Mitglied des Deutschen Reichstags.

## Leben
Hoffmann besuchte die Realschule in Zittau und die Webschule in Mülheim am Rhein. Er war Besitzer des Ritterguts Glossen (im heutigen Löbauer Ortsteil Glossen) und Mitinhaber der Mechanischen Baumwoll-Weberei C. G. Hoffmann in Neugersdorf, die baumwollene Rock- und Hosenstoffe produzierte. Weiter war er Mitglied der Zittauer Handelskammer und Vorstandsmitglied der Sächsischen Textil-Berufsgenossenschaft.
Von 1887 bis 1893 war er Mitglied des Deutschen Reichstags für den Reichstagswahlkreis Königreich Sachsen 2 Löbau und die Nationalliberale Partei.
Seine einzige Tochter und Erbin Martha war ab 1897 mit dem preußischen Verwaltungsjuristen Bernd Freiherr von Lüdinghausen genannt Wolff verheiratet, ab 1900 Landrat in Gumbinnen und ab 1908 Polizeipräsident der 1920 nach Berlin eingemeindeten Städte Schöneberg und Wilmersdorf.